# Blind Tarn (Coniston)
Der Blind Tarn ist ein See im Lake District, Cumbria, England. Der See liegt westlich des Old Man of Coniston. Der Blind Tarn ist ein Kar-See (engl./schottisch-gälisch:corrie) und annähernd kreisrund. Der See hat keinen erkennbaren Zufluss bzw. Abfluss. Der Name des Sees (engl. für blind) soll auf dieser Tatsache beruhen.